# Lina Attalah

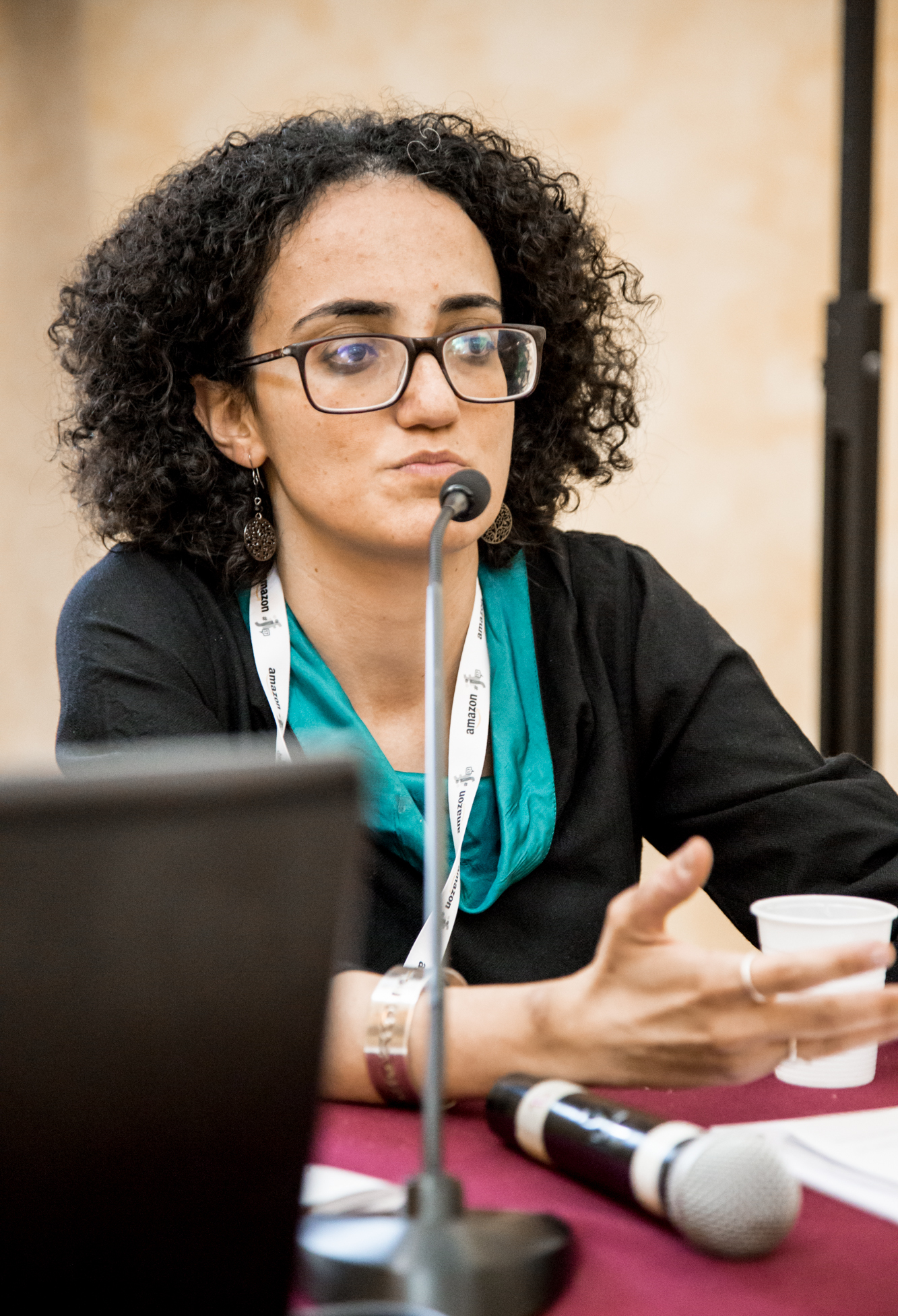
Lina Attalah 2017

Lina Attalah (arabisch لينا عطا الله, DMG Līnā ʿAṭā llāh; * 1982 in Kairo) ist eine ägyptische Journalistin und leitet als Chefredakteurin die Website Mada Masr. Sie lebt in Heliopolis, einem Bezirk im Osten Kairos. Ihre Mutter arbeitete beim Radio, ihr Vater war Polizist. 
Attalah kämpft gegen die Einschränkung der Pressefreiheit. 2013 gründete sie mit Kollegen die Nachrichtenseite „Mada Masr“, die in arabischer und englischer Sprache berichtet. Das US-Nachrichtenmagazin Time führte sie 2017 als einen von 22 „Next Generation Leaders“ auf und nannte sie den „Muckraker der arabischen Welt.“ 2020 führte das Magazin sie als eine der 100 einflussreichsten Menschen der Welt.

## Werdegang
Nach eigenen Angaben kam sie durch die Proteste in Kairo wegen der zweiten Intifada 2001 und gegen den Irakkrieg  2003 aus persönlichem Antrieb zum Schreiben. Sie studierte Journalismus an der American University in Cairo. Während des Studiums absolvierte Attalah ein Praktikum bei der englischsprachigen Zeitung Cairo Times. Ihre Familie habe sie bei ihrer Arbeit immer unterstützt. Die politischen Umwälzungen 2010/11 (Arabischer Frühling) ermöglichten ihr eine freie journalistische Arbeit, die sich mit der Regierungsübernahme durch die Muslimbrüderschaft und später der Präsidentschaft Abd al-Fattah as-Sisis drastisch verschlechterte. Kurz vor dessen Machtübernahme musste die Redaktion der Zeitung Egypt Independent, bei der sie leitend tätig war, den Betrieb einstellen. Infolgedessen entstand Mada Masr. Im November 2019 wurde die Redaktion der Website von Sicherheitskräften durchsucht, nachdem Attalah einen über Mahmud as-Sisi, einem leitenden Mitarbeiter des General Intelligence Service und ältesten Sohn von Präsident Abd al-Fattah as-Sisi, veröffentlicht hatte. Sie und zwei andere Kollegen wurden festgenommen und wenige Stunden später vor den Toren Kairos freigelassen. Im Mai 2020 wurde sie während eines Interviews mit der Mutter eines politischen Gefangenen vor dem Toragefängnis (arabisch سجن طرة) für mehrere Stunden in Haft genommen, dann auf Kaution wieder freigelassen.
Auf der Rangliste der Pressefreiheit der Organisation Reporter ohne Grenzen liegt Ägypten auf Platz 166 von 180.

## Auszeichnungen
- Das amerikanische Nachrichtenmagazin Time führte Attalah 2017 in einer Liste von „New Generation Leaders“ und nannte sie den „Muckraker der arabischen Welt.“[1]
- 2020 wurde sie vom „International Center for Journalists“ mit dem „Knight International Journalism Award“ ausgezeichnet.[6]
- Ebenfalls 2020 war sie eine der „100 einflussreichsten Menschen“ in der entsprechenden Liste von Time. Die Laudatio schrieb die philippinische Journalistin Maria Ressa, der im darauffolgenden Jahr der Friedensnobelpreis verliehen wurde.[7]
- Am 19. September 2020 wurde Lina Attalah in Darmstadt für sich und ihre Nachrichtenseite mit den vom PEN-Zentrum verliehenen Hermann-Kesten-Preis geehrt.[8]
- Am 10. Dezember 2022 verliehen die Außenministerinnen Frankreichs und Deutschlands ihr den Deutsch-Französischen Preis für Menschenrechte und Rechtsstaatlichkeit.[9]